# Гумбиннен (административный округ)
Административный округ Гумбиннен (нем. Regierungsbezirk Gumbinnen), первоначально: Литовский округ в Гумбиннене (нем. Regierungsbezirk Litthauen zu Gumbinnen) — административно-территориальная единица второго уровня в Пруссии, существовавшая в 1808—1945 годы. Самый восточный округ Пруссии и с 1871 года — также и Германии. Входил в состав провинции Восточная Пруссия. Административный центр округа располагался в городе Гумбиннен (ныне российский город Гусев). Сегодня территория бывшего округа расположена в Калининградской области России и в Варминьско-Мазурском воеводстве Польши.

## Положение
Граничил с округом Кёнигсберг провинции Восточная Пруссия на западе и на севере (с 1816 года, после передачи собственного северного района Мемель в округ Кёнигсберг), на северо-востоке — с Российской империей (позднее — с СССР), на востоке и юге — с Польшей (сначала с находящемся в составе Российской империи Царством Польским, затем с марионеточным Королевством Польским и независимой Польской республикой), на северо-западе омывался Куршским заливом. В 1941—1945 годах округ Гумбиннен граничил с созданными на оккупированных территориях рейхскомиссариатом Остланд и специальным округом Белосток.

## История
Округа Восточной Пруссии

### Королевство Пруссия
Гумбинненский округ был образован в 1808 году на территории, подконтрольной Литовской военно-доменной камере, и включал районы Гумбиннен, Хайдекруг, Инстербург, Йоханнисбург, Мемель, Олетцко, Растенбург, Шталлупёнен и Тильзит. В 1816 году район Мемель по желанию жителей города был передан в состав соседнего округа Кёнигсберг.
В ходе административной реформы, проведённой в 1819 году, округ Гумбиннен был реорганизован. В 1820 году на его территории были (вновь) образованы районы: Ангербург, Даркемен, Голдап, Гумбиннен, Хайдекруг, Инстербург, Йоханнисбург, Лётцен, Люк, Нидерунг, Олетцко, Пиллкаллен, Рагнит, Зенсбург, Шталлупёнен и Тильзит. В 1896 и в 1902 годы соответственно из одноимённых сельских районов были выделены городские районы Тильзит и Инстербург. Реформой от 1 ноября 1905 года в Восточной Пруссии был образован округ Алленштайн, куда были переданы районы Йоханнисбург, Лётцен, Люк и Зенсбург.

### Веймарская республика
После Первой мировой войны по условиям Версальского договора северная часть гумбинненского округа (большая часть района Хайдекруг, почти весь район Тильзит и небольшие части районов Нидерунг и Рагнит) как часть особой территории Клайпедский край (Мемельланд) с 1 января 1920 года была передана под контроль Лиги Наций. В Мемельланде на этих территориях были созданы районы Хайдекруг и Погеген. В 1923 году Мемельланд был окончательно присоединён к Литве.
В 1922 году оставшаяся в Восточной Пруссии часть района Хайдекруг была присоединена к району Нидерунг. Районы Тильзит-Ланд и Рангит были также объединены в новый район Тильзит-Рангит с центром в Тильзите.

### В Третьем рейхе
После передачи Клайпедского края в 1939 году в состав нацистской Германии эта территория целиком была реинтегрирована в состав округа Гумбиннен (включая и территории, ранее входившие в округ Кёнигсберг). Так, в состав округа Гумбиннен вошли мемельские районы Мемель, Хайдекруг и Погеген. Последний просуществовал лишь несколько месяцев и ещё в том же году был поделён между районами Хайдекруг и Тильзит-Рангит. В ноябре 1939 года на аннексированной польской территории вокруг городов Сувалки и Августов был создан район Зувалкен (в 1941 переименован в Зудауэн), который сначала был включён в округ Цихенау, а затем почти сразу переведён в округ Гумбиннен и, наконец, в 1943 году передан в округ Белосток.

### После 1945 года
После войны в 1945 году Мемельланд снова был передан в состав Литвы. Оставшаяся северная часть округа Гумбиннен оказалась под контролем Советского Союза и вошла в новообразованную Кёнигсбергскую область (в июле 1946 переименована в Калининградскую) в составе РСФСР, а южная — в Ольштынское и Белостокское воеводства Польши. Сегодня на польской части расположено Варминьско-Мазурское воеводство. Недолгое время находившийся в Гумбинненском округе Мемельланд был отдан под контроль Литовской ССР и сегодня снова является частью независимой Литвы.

## Административное деление
Районы Гумбинненского административного округа провинции Восточная Пруссия в 1820—1945 годы.
| Городские районы                | Городские районы    | Городские районы |
| ------------------------------- | ------------------- | --- |
| Тильзит                         | 1896—1945           | Выведен в 1896 году из одноимённого сельского района.                                                                                                |
| Инстербург                      | 1902—1945           | Выведен в 1902 году из одноимённого сельского района.                                                                                                |
| Сельские районы                 |                     | |
| Ангербург                       | 1820—1945           | |
| Голдап                          | 1820—1945           | |
| Даркемен (с 1938: Ангерапп)     | 1820—1945           | |
| Гумбиннен                       | 1820—1945           | |
| Инстербург                      | 1820—1945           | |
| Нидерунг (с 1938: Эльхнидерунг) | 1820—1945           | |
| Олетцко (с 1933: Тройбург)      | 1820—1945           | |
| Пиллкаллен (с 1938: Шлоссберг)  | 1820—1945           | |
| Шталлупёнен (с 1938: Эбенроде)  | 1820—1945           | |
| Хайдекруг                       | 1820—1922 1939—1945 | После отделения Мемельланда остатки района переданы в район Нидерунг. Присоединён после аннексии Мемельланда (границы со старым районом отличаются). |
| Тильзит                         | 1820—1922           | После отделения Мемельланда остатки района вошли в новый район Тильзит-Рагнит.                                                                       |
| Рагнит                          | 1820—1922           | После отделения Мемельланда вошёл в новообразованный район Тильзит-Рагнит.                                                                           |
| Тильзит-Рагнит                  | 1922—1945           | Создан из оставшихся после отделения Мемельланда частей районов Тильзит и Рагнит.                                                                    |
| Зенсбург                        | 1820—1905           | В 1905 году передан в новообразованный округ Алленштайн.                                                                                             |
| Йоханнисбург                    | 1820—1905           | В 1905 году передан в новообразованный округ Алленштайн.                                                                                             |
| Лётцен                          | 1820—1905           | В 1905 году передан в новообразованный округ Алленштайн.                                                                                             |
| Люк                             | 1820—1905           | В 1905 году передан в новообразованный округ Алленштайн.                                                                                             |
| Мемель                          | 1939—1945           | Присоединён после аннексии Мемельланда. |
| Погеген                         | 1939                | Присоединён после аннексии Мемельланда, в том же году упразднён и разделён.                                                                          |
| Зувалкен (с 1941: Зудауэн)      | 1939—1943           | Создан на аннексированной польской территории; передан в округ Белосток.                                                                             |

## Территория и население

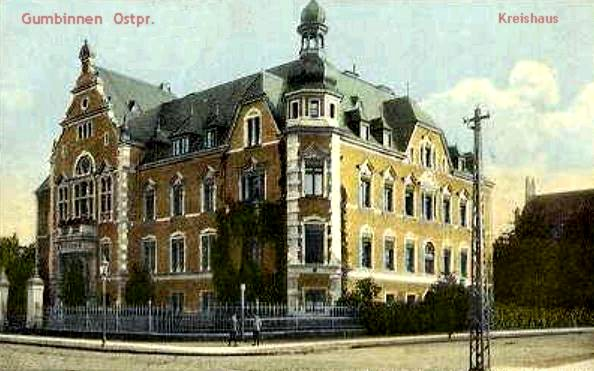
Административное здание в Гумбиннене (открытка 1900 года)

В 1820 году население округа Гумбиннен составляло 426 253 человек. В последующие годы наблюдался высокий рост населения. В 1850 году в округе проживало уже 623 293 человек, а в 1905 году — 798 860 жителей. После передачи нескольких районов в округ Алленштайн население округа Гумбиннен в 1905 году составило 603 485 человек.
Территория и население округа Гумбиннен в 1900 и в 1925 годы, а также по состоянию на 17 мая 1939 года в границах на 1 января 1941 года и количество районов на 1 января 1941 года составляли:
| Год                               | Площадь, км² | Население, чел. | Количество районов | Количество районов |
| Год                               | Площадь, км² | Население, чел. | сельских           | городских          |
| --------------------------------- | ------------ | --------------- | ------------------ | ------------------ |
|                                   |              |                 |                    |                    |
| 1900                              | 15.885,72    | 792.240         | 16                 | 1                  |
|                                   |              |                 |                    |                    |
| 1925                              | 9.397,00     | 539.778         | 10                 | 2                  |
|                                   |              |                 |                    |                    |
| 1939/1941                         | 14.656,03    | 830.534         | 13                 | 3                  |
| без Мемельланда и бывш. пол. тер. | 9.399,36     | 559.205         |                    |                    |
| Мемельланд                        | 2.416,07     | 154.694         |                    |                    |
| бывшие польские территории        | 2.840,60     | 116.635         |                    |                    |